# Peckhamia argentinensis
Peckhamia argentinensis är en spindelart som beskrevs av Galiano 1986. Peckhamia argentinensis ingår i släktet Peckhamia och familjen hoppspindlar. Inga underarter finns listade i Catalogue of Life.